# 私権
私権（しけん）とは、私法関係における権利である。公権と対比される。
日本法上、私権を享有することのできる能力を権利能力といい、その主体を人という。

## 日本法における私権の分類
- 利益の性質による分類
  - 財産権（物権、債権、社員権、知的財産権）
  - 非財産権（人格権、身分権）
- 効力の範囲による分類
  - 絶対権／対世権（物権、知的財産権、人格権）
  - 相対権／対人権（債権、社員権）
- 作用による分類
  - 支配権
  - 請求権
  - 形成権